# Podgora Krapinska
Podgora Krapinska je malo mjesto udaljeno od Krapine oko 2 km, a čijem sastavu administrativno pripada.
Ima 521 stanovnika po popisu stanovnika iz 2001. godine.
U Podgori se nalazi igralište ŽRK Zagorec, glavno i pomoćno igralište NK Zagorec te igralište TK-a Zagorec. 
U mjestu se nalazi Područna škola Podgora koja je sagrađena i puštena u rad 06.12.2010. godine, a u sastavu je Osnovne škole August Cesarec Krapina. U mjestu se također nalazi i privatni dječji vrtić u zgradi nekadašnje škole koja je preuređena za novu namjenu.

## Stanovništvo
| broj stanovnika | 114   | 139   | 145   | 148   | 138   | 128   | 150   | 144   | 153   | 148   | 199   | 372   | 476   | 501   | 521   | 565   | 543   |
|                 | 1857. | 1869. | 1880. | 1890. | 1900. | 1910. | 1921. | 1931. | 1948. | 1953. | 1961. | 1971. | 1981. | 1991. | 2001. | 2011. | 2021. |